# Shigemitsu Sudo
Shigemitsu Sudo (født 2. april 1956) er en japansk fodboldspiller.

## Japans fodboldlandshold
| Japans landshold | Japans landshold | Japans landshold |
| År               | Kmp              | Mål              |
| ---------------- | ---------------- | ---------------- |
| 1979             | 1                | 0                |
| 1980             | 8                | 0                |
| 1981             | 4                | 0                |
| Total            | 13               | 0                |